# Ronald van Elderen
 (janvier 2019).
Ronald van Elderen, né le 10 octobre 1977 à Bréda,, est un acteur néerlandais.

## Filmographie

### Cinéma
- 2011 : Curious Conjunction of Coincidences (nl) de Joost Reijmers : Ferdy Bloksma[3]
- 2012 : Tricked de Paul Verhoeven : Gijs[4]
- 2015 : Nachtvlinder de Tess Löwenhardt : Le second porteur du cercueil[5]
- 2016 : Carnifex de Bart van Tunen et Peter Verweij : Pornoman[6]